# Louis Turenne
Louis Turenne (Montréal, 26 novembre 1933 – 25 luglio 2006) è stato un attore canadese, principalmente noto per le sue interpretazioni nei film Hellraiser - La stirpe maledetta (1996), Mystic Pizza (1988) e Il postino suona sempre due volte (1981).